# Michael Mainelli

Wappen des Michael Mainelli

Michael Raymond Mainelli KStJ (* 19. Dezember 1958) ist ein irisch-amerikanischer Wirtschaftswissenschaftler und Buchhalter, sowie Lord Mayor of London für 2023/24.

## Biografie
Geboren als Sohn eines Ingenieurs, erhielt Mainelli 1984 den Grad eines Bachelor of Arts am Harvard College. 2004 erhielt den Grad Doctor of Philosophy der Universität London.
Er ist seit 1994 Vorsitzender des in der City of London ansässigen Denkfabrikunternehmens Z/Yen. Er war Sheriff von London von 2019 bis 2021 und ist seit dem 10. November 2023 für die Dauer eines Jahres Lord Mayor von London.
Im Januar 2024 wurde er als Knight of Justice des Order of Saint John ausgezeichnet.
Mainelli ist mit Elisabeth Reuß verheiratet und hat drei Kinder.